# Берзе (село)
Берзе (латыш. Bērze) — населённый пункт в южной части Латвии, расположенный в Берзской волости Добельского края. До 1 июля 2009 года входил в состав Добельского района.
Является одним из наиболее населённых сёл Берзской волости. Расстояние до Добеле — 15 км, до Риги — 69 км.

## История
Современное поселение находится на территории, некогда принадлежавшей Берзскому поместью (Bershof).
После Второй мировой войны служило центром колхоза «Берзайне».
В Берзе имеются: магазин, фельдшерский пункт, библиотека. 
В Берзской школе с 1886 по 1889 год учился Карлис Ульманис (1877—1942) — латвийский политический и государственный деятель, президент Латвии в 1936—1940 годах.